# Dendropanax pallidus
Dendropanax pallidus är en araliaväxtart som beskrevs av M.J.Cannon och Cannon. Dendropanax pallidus ingår i släktet Dendropanax och familjen Araliaceae. Inga underarter finns listade.